# K2-3
K2-3 – gwiazda położona w gwiazdozbiorze Lwa w odległości około 150 lat świetlnych. Jest czerwonym karłem z trzema znanymi planetami, klasyfikowanymi jako superziemie, z których najbardziej zewnętrzna znajduje się w ekosferze. Wielkość gwiazdowa K2-3 wynosi 12m.